# Cool jazz
Cool jazz se javlja krajem četrdesetih godina dvadesetog stoljeća, sličan je be-bopu, ali mirniji, suzdržan i manje emocionalan. Nazvan je cool jazz, kao suprotnost hot jazzu koji je označavao ranije stilove. Stil nastaje u New Yorku gdje dolaze bijeli glazbenici iz Kalifornije. Oni donose nove poglede na glazbu te stvaraju bendove s crnim glazbenicima. Stil je postao označen zvukom Lestera Younga i Milesa Davisa
Izvođači cool jazza svirali su mekšim tonom i s manje vibrata, ne težeći snažnijim zvukovnim dojmovima. Djela su bila duža nego u bebopu i pod većim utjecajem suvremene umjetničke glazbe. Katkad su rabili i nova glazbala u jazzu (rog, flautu, violončelo). Koristili su i nove mjere, dotad neuobičajene u jazzu kao 3/4, 5/4 i 7/4.
Na neke cool jazz glazbenike, kao na Modern Jazz Quartet i Dave Brubeck Quartet, vidljivo je utjecala europska klasična glazba, osobito polifona djela J. S. Bacha.